# 川上裕子
川上 裕子（かわかみ ゆうこ、1975年9月3日 - ）は、広島県を拠点に活動する日本のフリーアナウンサー。

## 来歴
広島県尾道市で生まれ、広島市で育つ。学生時代に打ち込んでいたスポーツは柔道で、学校の柔道部に所属しながら町の道場にも通っていた。他に剣道、居合道、茶道（裏千家）、釣り、ゴルフも嗜む。
松山大学を卒業後、1998年4月に愛媛朝日テレビ (eat) に入社。在籍末期の2004年11月4日には、第3回ANNアナウンサー賞の「原稿のあるもの」部門で奨励賞を受賞した。
2005年1月に広島ホームテレビ (HOME) へ移籍し、2008年3月末まで在籍した。退社後もしばらくは同局の『北斗晶の鬼嫁運動記者倶楽部』に出演していたが、後に出産を控え、2008年8月30日放送の「クライマックスバトル！投打のキーマン＆Carp勝ちグセ王子直撃」の回をもって卒業した。
その後は、広島県内で子育てをしながらフリーで活動している。また、同じく広島ホームテレビに在籍していた中元綾子、田中寿江とフリーアナウンサーユニット「ボワクレール」を結成し、3人で県内各地の講演に参加したり、広島市内でアナウンス講座を開いたりしている（メンバーのいずれか2人のみになる場合もあり）。彼女たちのキャスティングは広告代理店のみづま工房が行っており、同社の広報サイト内には3人のプロフィールページが設けられている。

## 担当番組

### 愛媛朝日テレビ
- EATニュースBOX → eatニュースBOX[2]
- Love Chu! Chu![2]

### 広島ホームテレビ
- HOME Jステーション[3]
- 北斗晶の鬼嫁運動記者倶楽部（2007年5月5日 - 2008年8月30日） - 秘書担当
- ワイド!スクランブル - ローカルニュース担当[3]
- HOME NEWS 24:40[3]
- ANNスーパーJチャンネル 土曜版・日曜版ローカルパート[3]

### フリー転向後
- 大ちゃんの週刊Minsai!（HICAT、2012年4月30日 (＃214) - ） - 不定期出演[要出典]
- テレビ派（広島テレビ）[1] - リポーター